# Regionaler Naturpark Verdon

Logo des Naturparks

Der Regionale Naturpark Verdon (französisch Parc naturel régional du Verdon) liegt in der französischen Region Provence-Alpes-Côte d’Azur und umfasst Teile der Départements Alpes-de-Haute-Provence und Var.
Der 1997 gegründete Naturpark hat eine Fläche von rund 193.000 Hektar. 46 Gemeinden mit etwa 20.000 Einwohnern bilden den Park, drei am Rande des Parks liegende Städte sind als Zugangsorte assoziiert. Es sind dies:
- Digne-les-Bains
- Draguignan
- Manosque

Die Parkverwaltung hat ihren Sitz im Schloss Valx im Gemeindegebiet von Moustiers-Sainte-Marie (43° 50′ N, 6° 14′ O).
Im Osten grenzt der Nationalpark an den Regionalen Naturpark Préalpes d’Azur.

## Landschaften
Das Gebiet des Naturparks liegt in den Provenzalischen Voralpen, in einer Übergangszone zwischen der Provence und den Ausläufern der Westalpen. Es umfasst eine vielfältige, reich gegliederte Landschaft im Einzugsgebiet des Flusses Verdon, die von rund 500 Metern im Westen bis zu einer Höhenlage von rund 1800 Metern im Osten und Norden ansteigt.
Die wesentlichen Gebiete des Parks sind:
- Das Plateau von Valensole

Die Hochebene liegt im nordwestlichen Bereich des Naturparks. Geologisch gesehen handelt es sich um ein Molasse-Becken, das eine Geröllschicht von mehreren hundert Metern Dicke aufweist, die als Folge der Gebirgsbildung entstanden ist. Im Zentrum dieser Hochebene liegt die Stadt Valensole. Hier wird vor allem Hartweizen und Lavandin angebaut, eine natürliche Hybride von Echtem Lavendel und Speik-Lavendel zur Gewinnung von Essenzen und ätherischen Ölen. Die einstige gallo-römische Kultur hat überall Spuren hinterlassen: z. B. Römischer Tempel, Basilika und Baptisterium in Riez, Thermen in Gréoux-les-Bains. 
- Die Hügel des Haut-Var

Die Hügellandschaft liegt im südwestlichen Teil des Naturparks und gehört dem Département Var an. In diesem Gebiet wechseln sich Wälder und landwirtschaftlich genutzte Flächen ab. Das Schwergewicht liegt in der Produktion von Olivenöl, aber auch die schwarze Trüffel beschert der Bevölkerung ein nicht unbedeutendes Nebeneinkommen. Das Leben ist beschaulich, im Schatten der Platanen wird hier gerne dem Pétanque-Spiel gefrönt. Im Gegensatz zu der idyllischen Landschaft hat die Gegend eine besonders militante Geschichte: Hier haben die Aufständischen zu den Waffen gegriffen, um die Republik 1851 gegen den Staatsstreich von Napoleon III. zu verteidigen, 1940 war hier eine Hochburg der Résistance-Bewegung. Das Résistance-Museum in Aups dokumentiert diesen Teil der örtlichen Geschichte.
- Seen und Schluchten am Unterlauf des Verdon

Das Gebiet liegt zentral im Naturpark und erstreckt sich am Unterlauf des Flusses Verdon, etwa zwischen den Orten Montagnac-Montpezat und Esparron-de-Verdon. Die Schluchten sind hier rund 100 bis 200 Meter tief eingeschnitten und werden durch kleine Stauseen (Retenue de Quinson, Lac d’Esparron) unterbrochen. Steineichen und Stech-Eichen bilden den Hauptanteil der Vegetation, sie waren lange der Rohstofflieferant für die Produktion von Holzkohle. Das saubere Gewässer ist die Grundlage für eine große und vielfältige Population von Fischen. Da die Landschaft hier weniger lebensfeindlich war als in den weiter oben liegenden großen Canyons, waren die unteren Schluchten des Verdon schon sehr früh besiedelt: Die Menschen der Vorgeschichte haben sich hier in einer Menge von Höhlen und Grotten eingerichtet. Diese Zeit wird im Museum für Vorgeschichte in Quinson dokumentiert.
- Der Stausee "Lac de Sainte-Croix"

In seinem Mittelabschnitt wurde der Fluss Verdon 1974 zu einem großen See aufgestaut, dem Lac de Sainte-Croix. Er hat eine Fläche von etwa 2200 Hektar und bildet mit seiner türkisen Wasserfarbe einen interessanten Kontrast zu der umgebenden Berglandschaft. Das Reservoir dient nicht nur der Stromerzeugung und dem Tourismus am Wasser, sondern auch der Trinkwasserversorgung in weiten Teilen der Provence. Beim Aufstau wurde das Dorf Les Salles-sur-Verdon überflutet und oberhalb des Wasserspiegels wieder aufgebaut. Vier Brücken über den Fluss sind ebenfalls in den Fluten verschwunden, unter ihnen eine romanische Brücke, die südlich von Sainte-Croix-du-Verdon im Verlauf der Römerstraße von Fréjus nach Riez errichtet wurde, und im Norden die mittelalterliche Brücke von Aiguines. Eine aus dem 17. Jahrhundert stammende Tradition in dieser Gegend ist die Fayencen-Erzeugung, die im Fayence-Museum von Moustiers-Sainte-Marie dokumentiert wird. In diesem Ort befindet sich auch die Verwaltung des Naturparks, das sogenannte Maison du Parc.

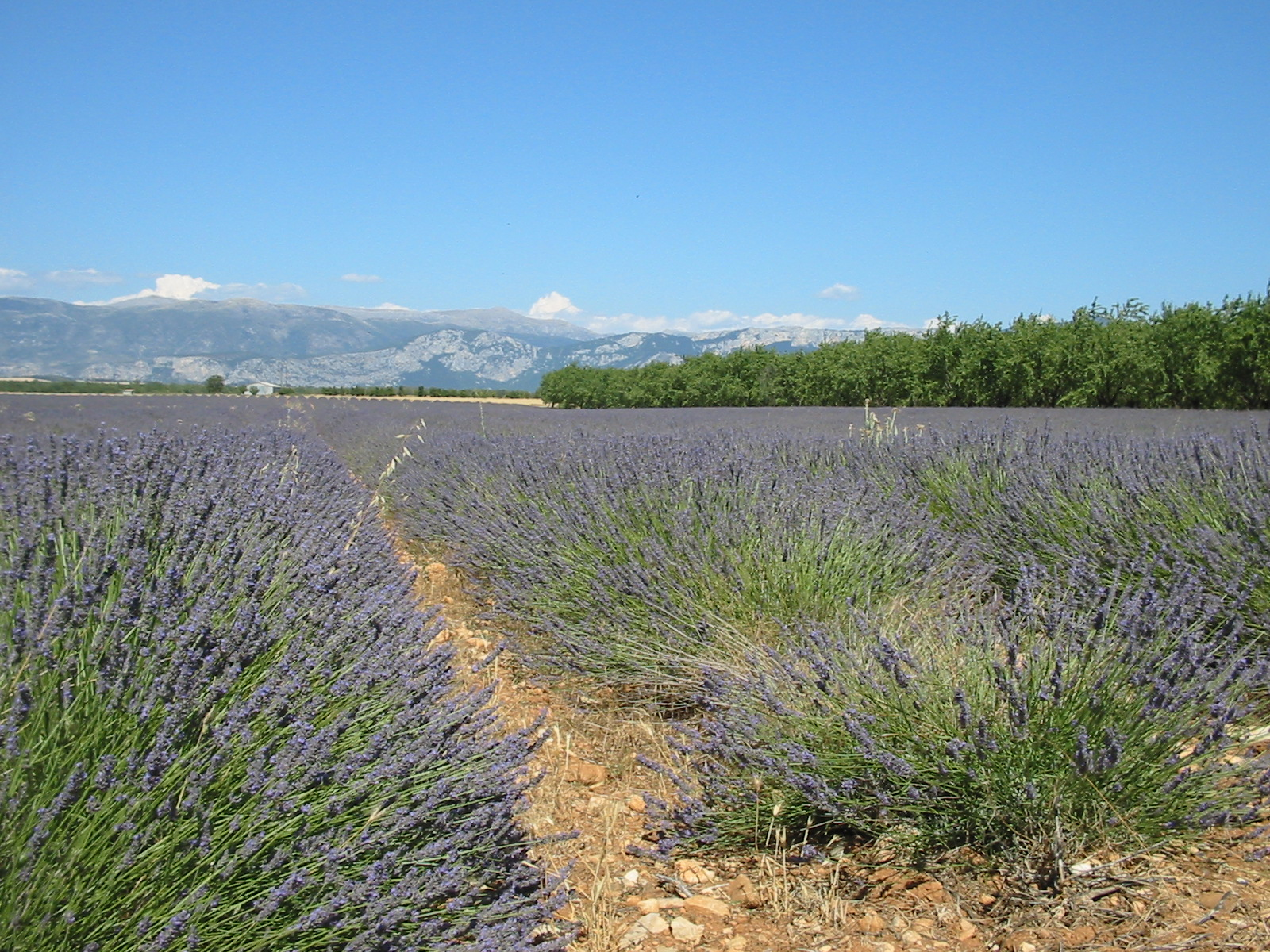
Lavendel-Felder auf der Hochebene von Valensole
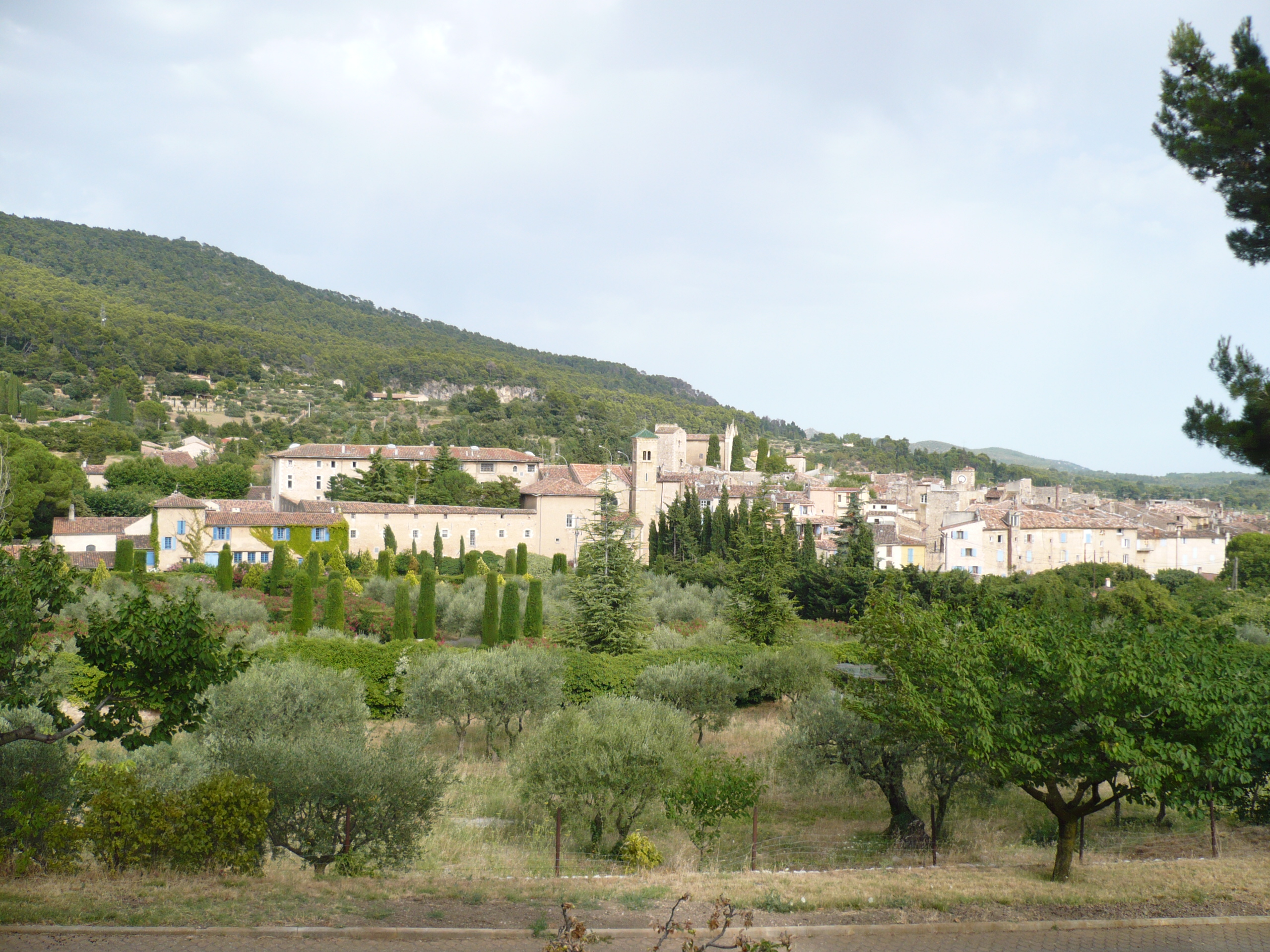
Die Stadt Aups
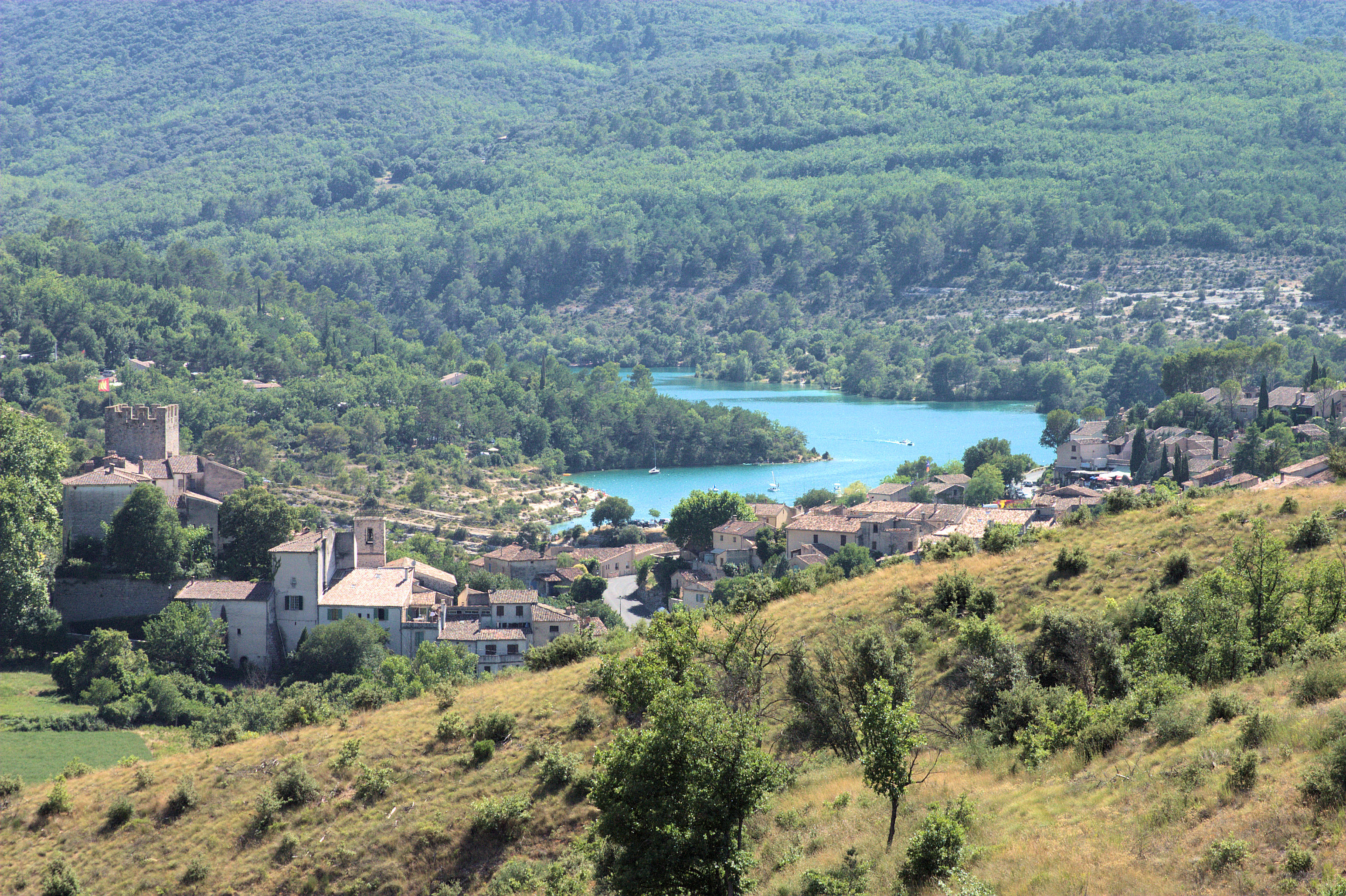
Esparron-de-Verdon und der Lac d'Esparron
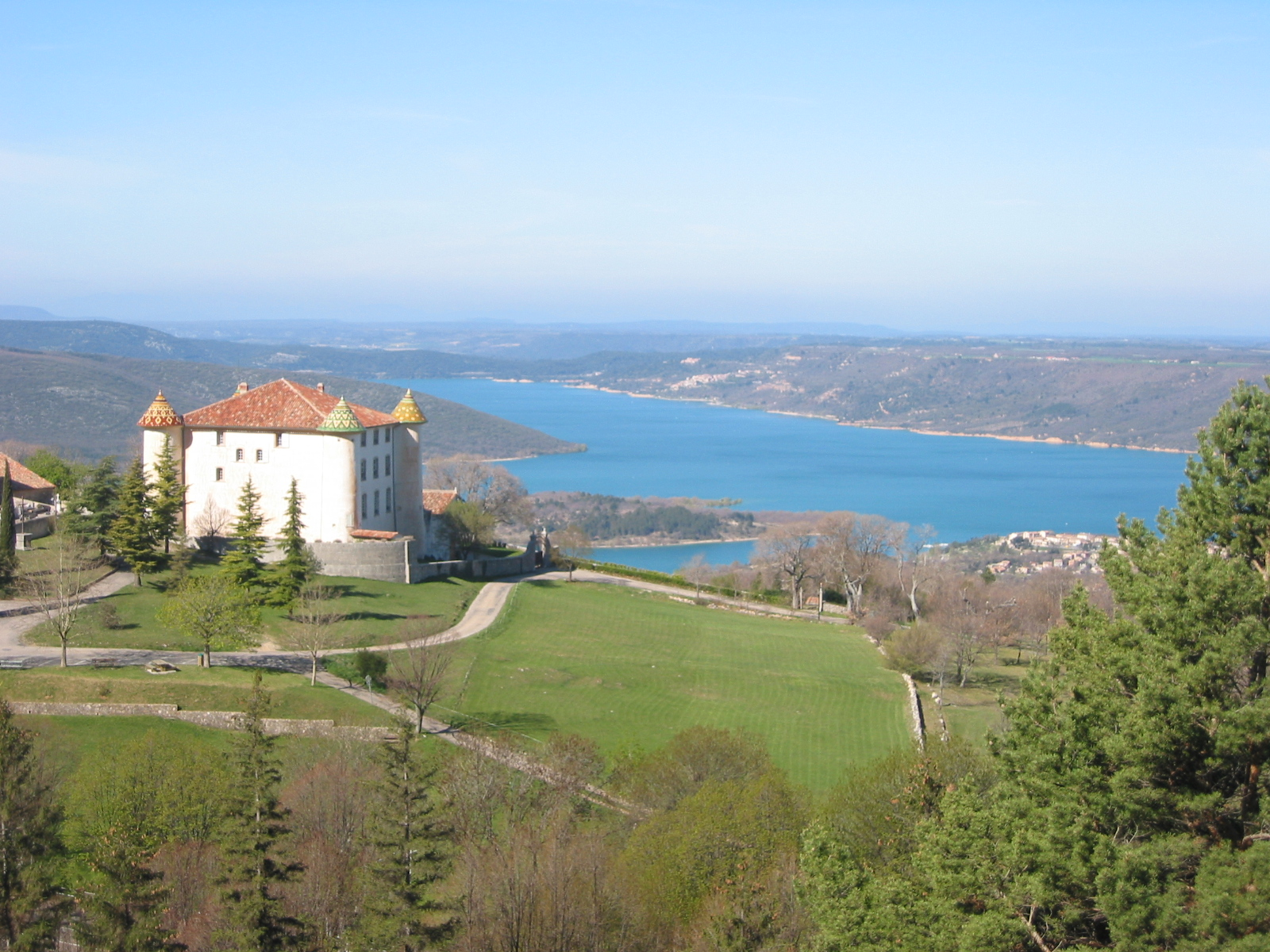
Der Lac de Sainte-Croix mit dem Schloss von Aiguines
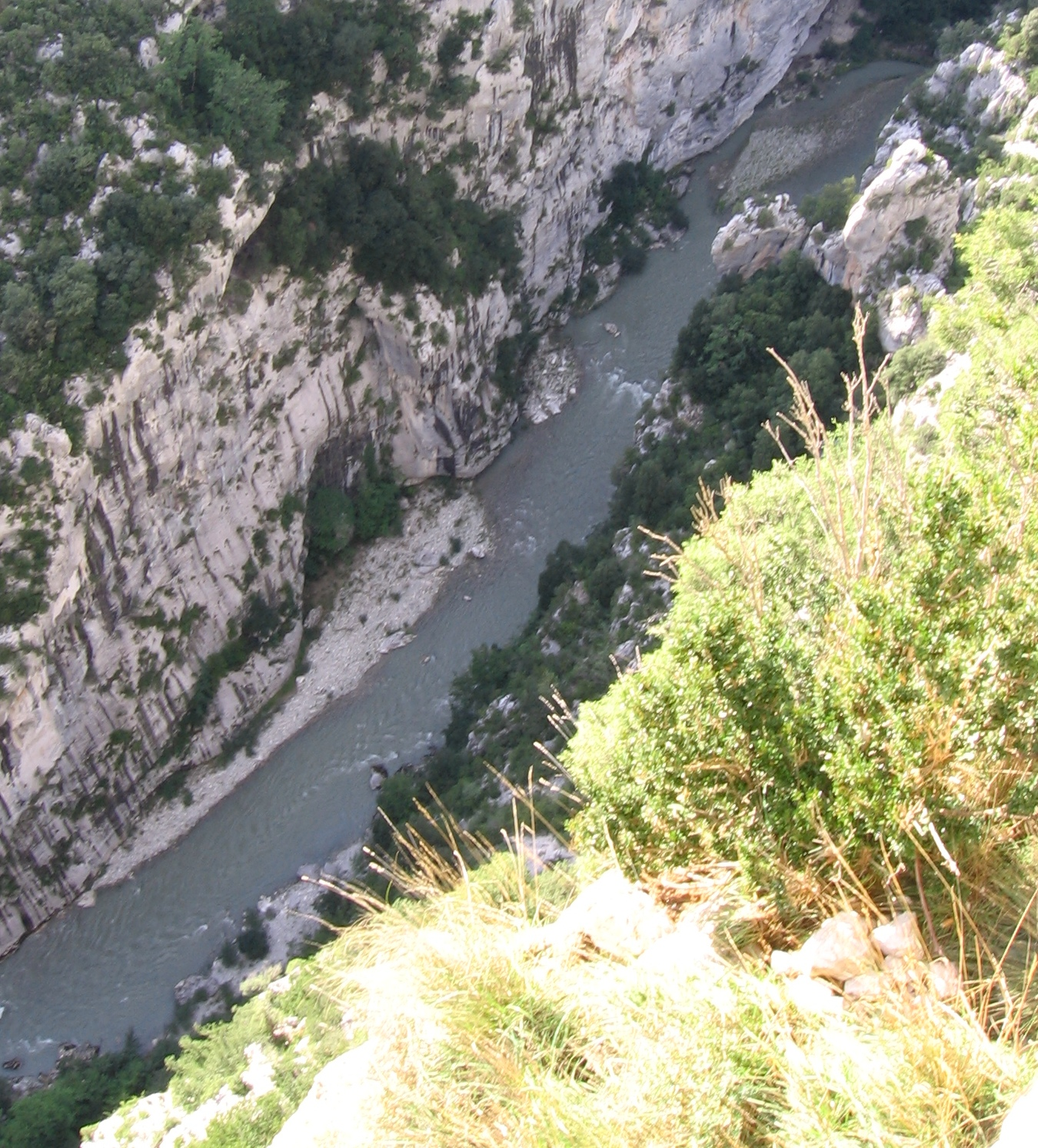
Die Verdon-Schlucht
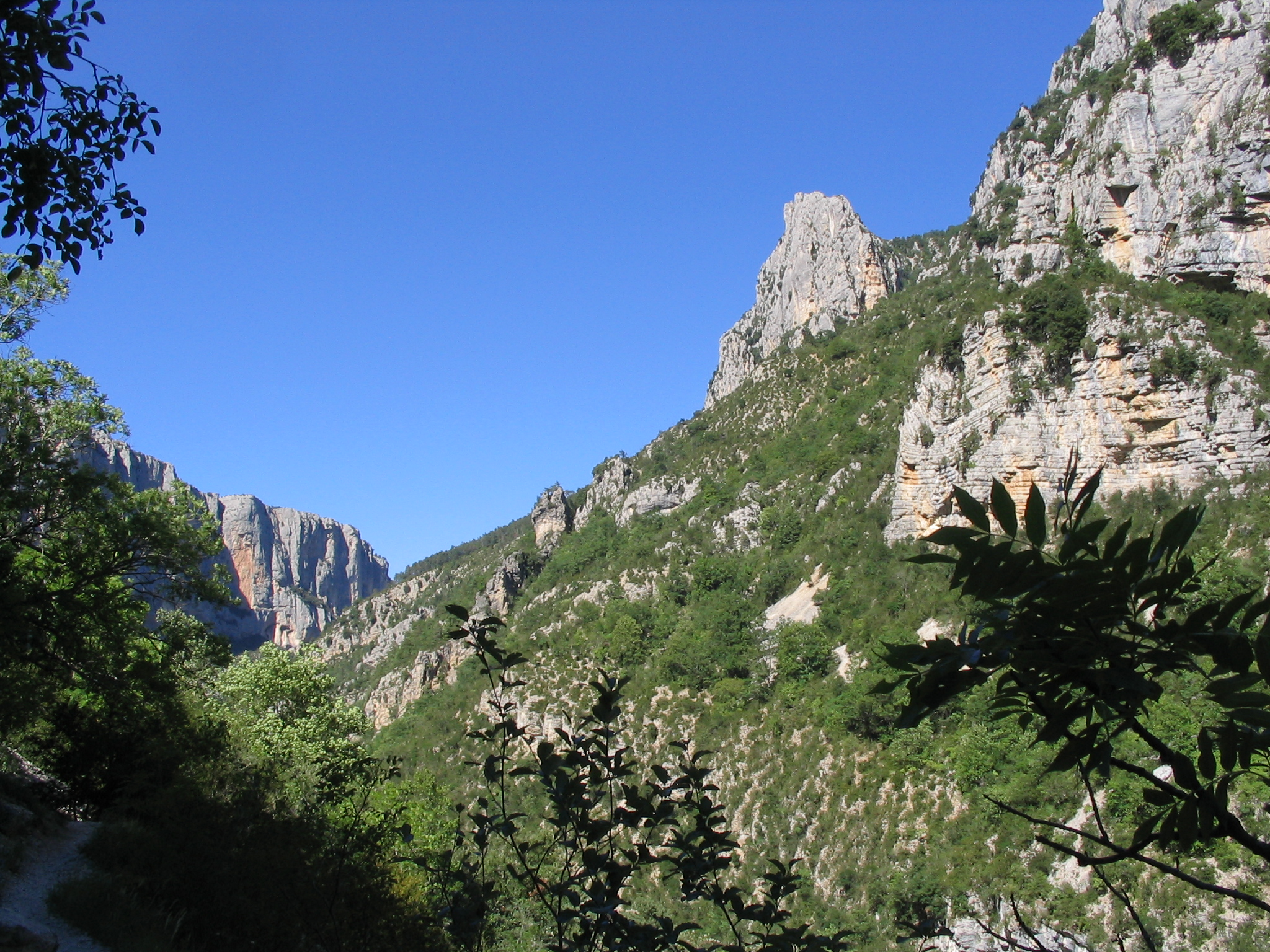
Am Wanderpfad in der Verdon-Schlucht
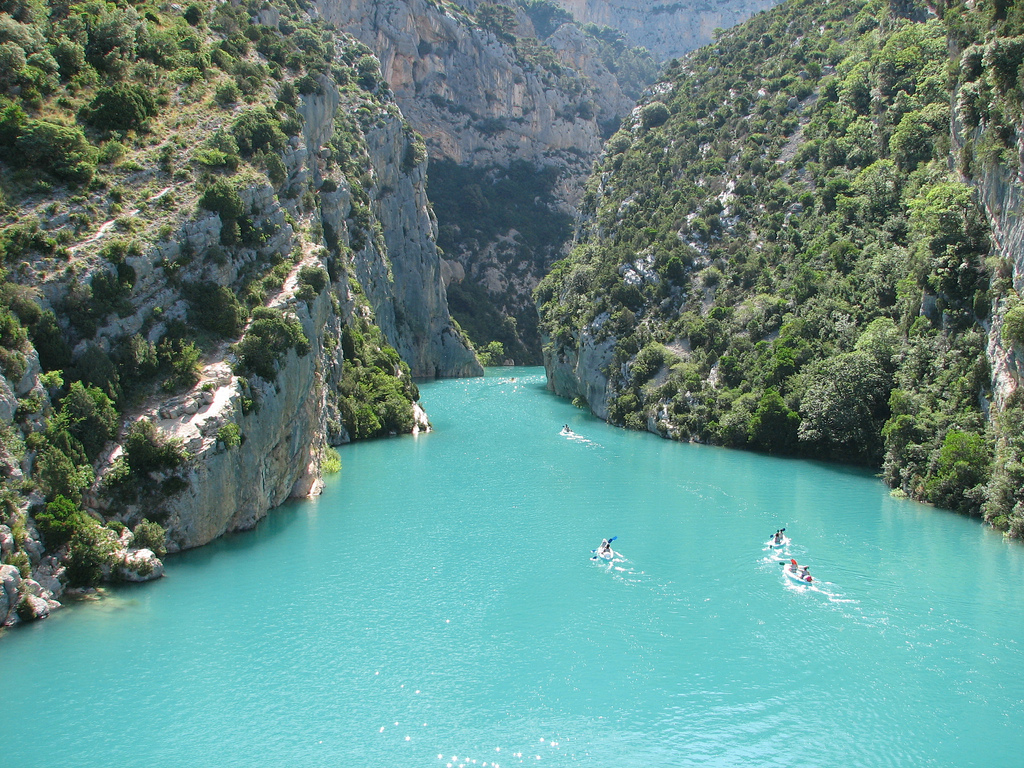
Mündung der Verdon-Schlucht in den Lac de Sainte-Croix
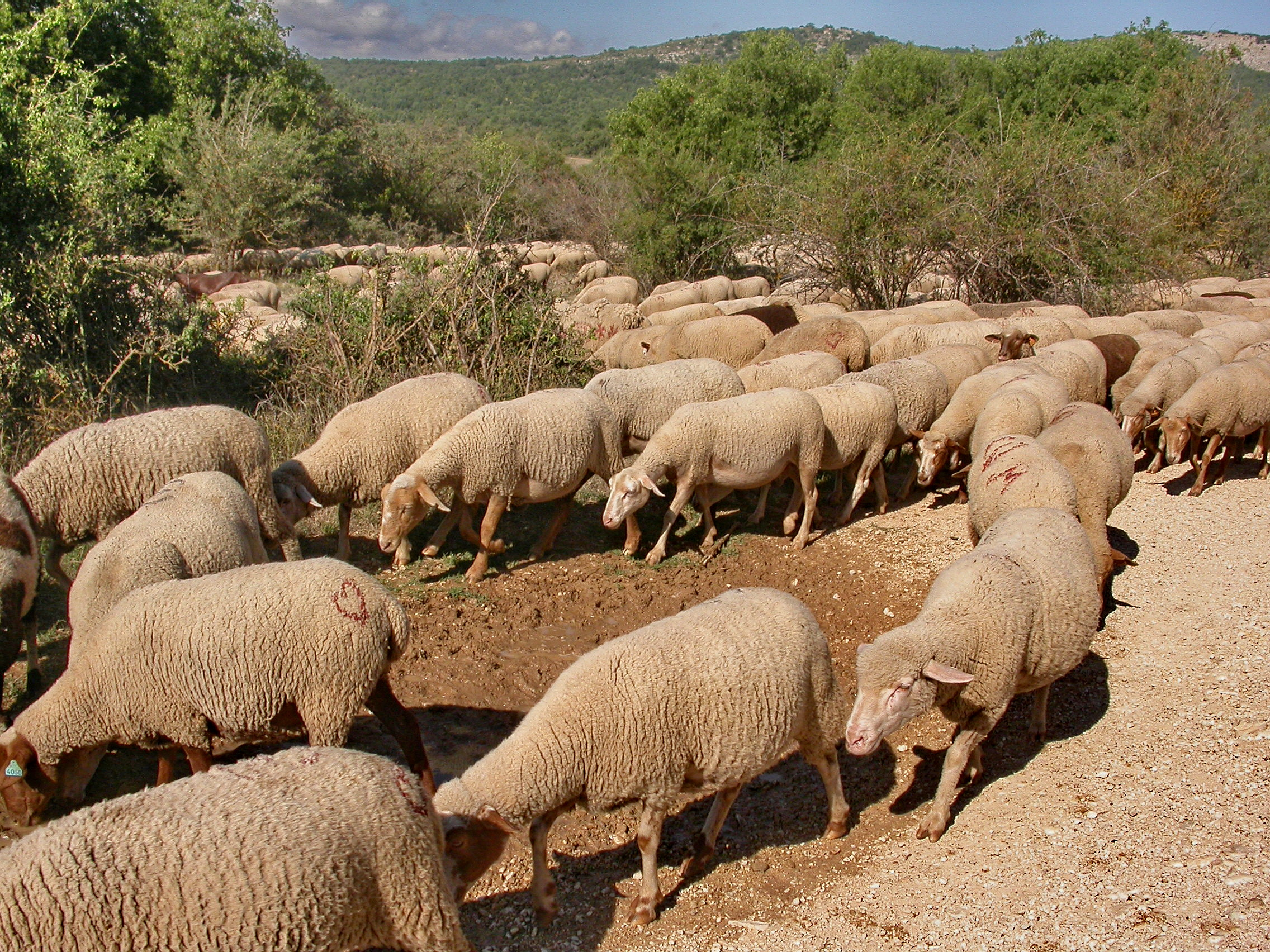
Schafe am Plan de Canjuers
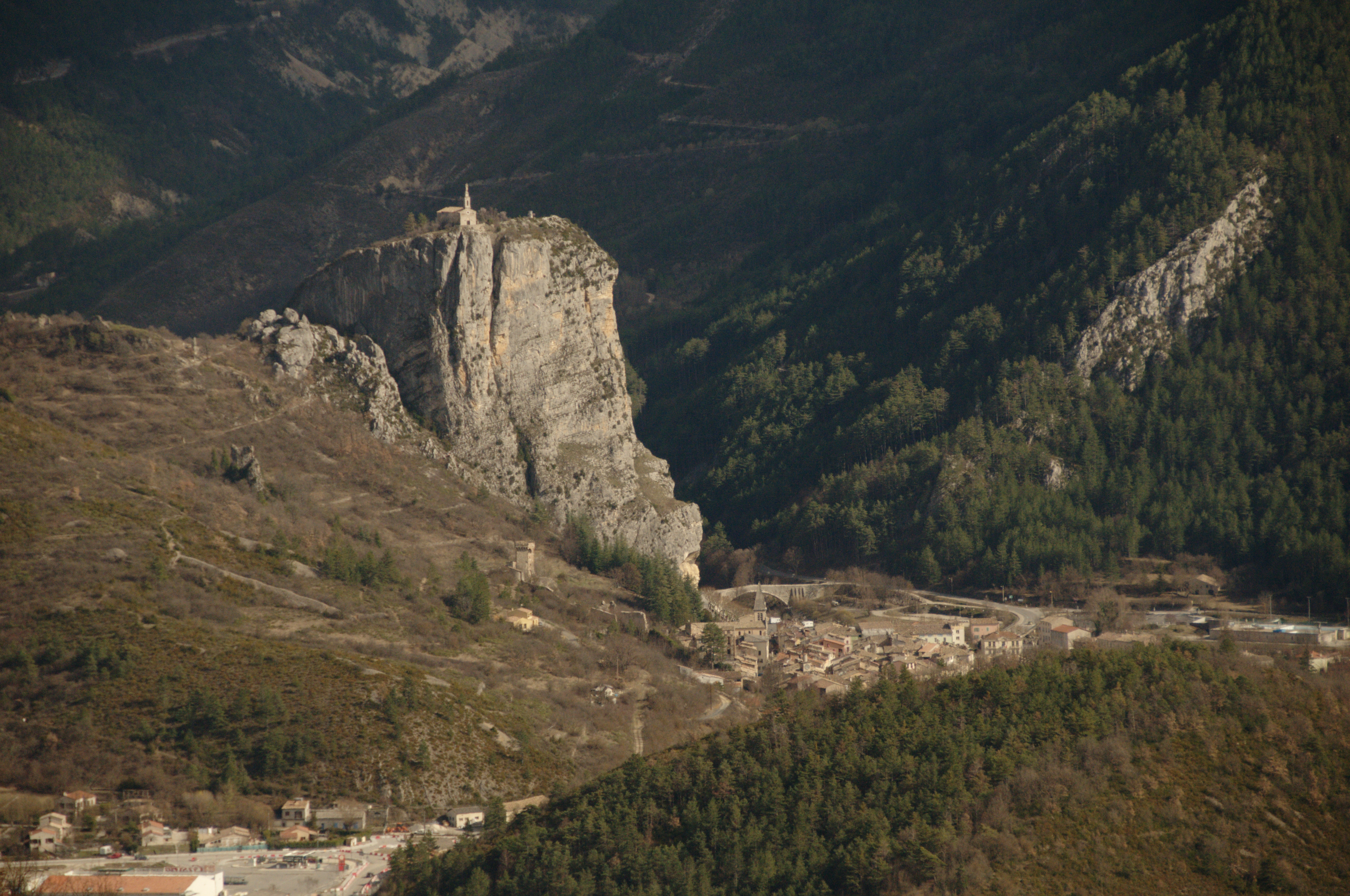
Der Felsen von Castellane
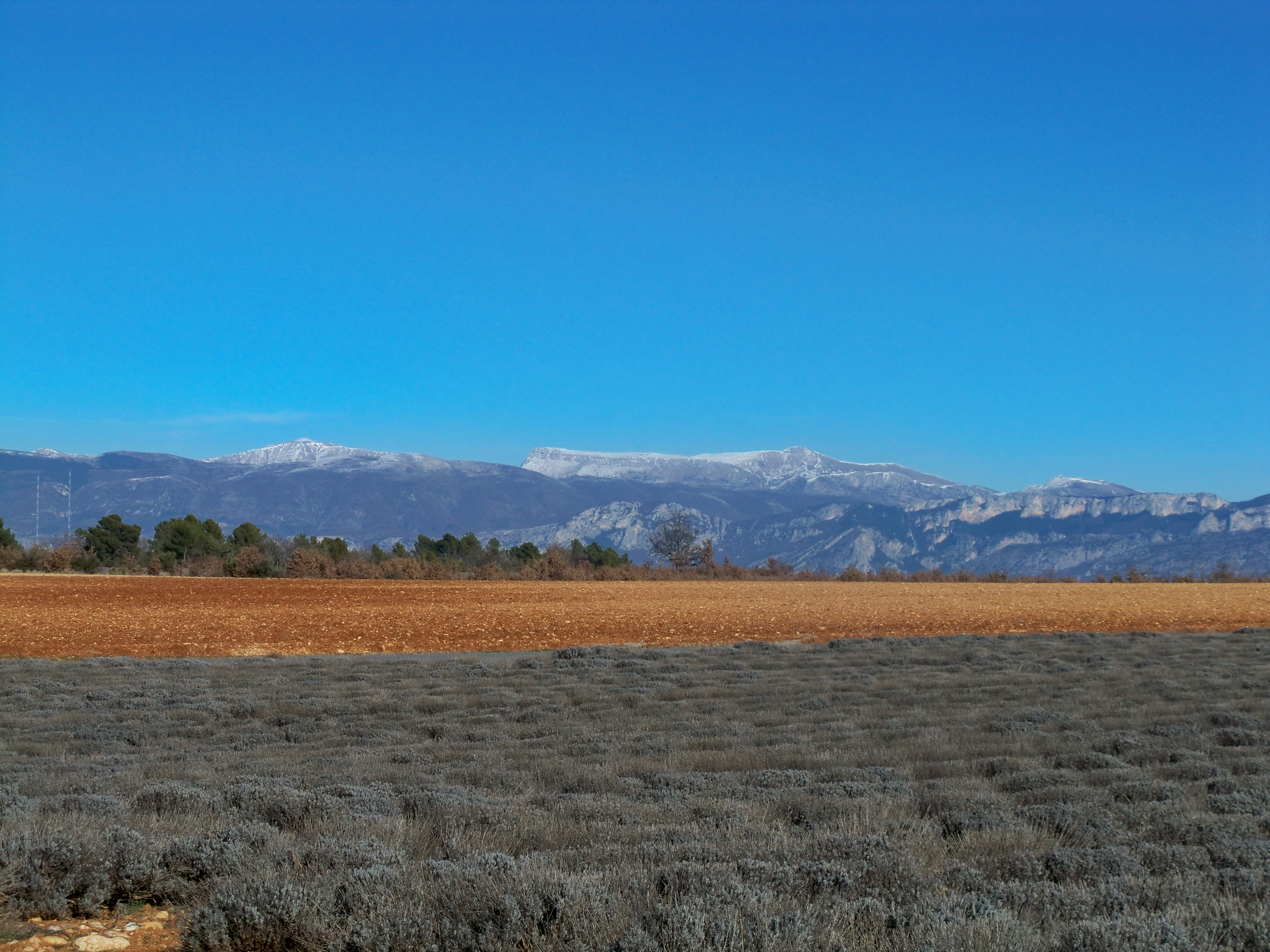
Die Mourre de Chanier von Quinson aus gesehen
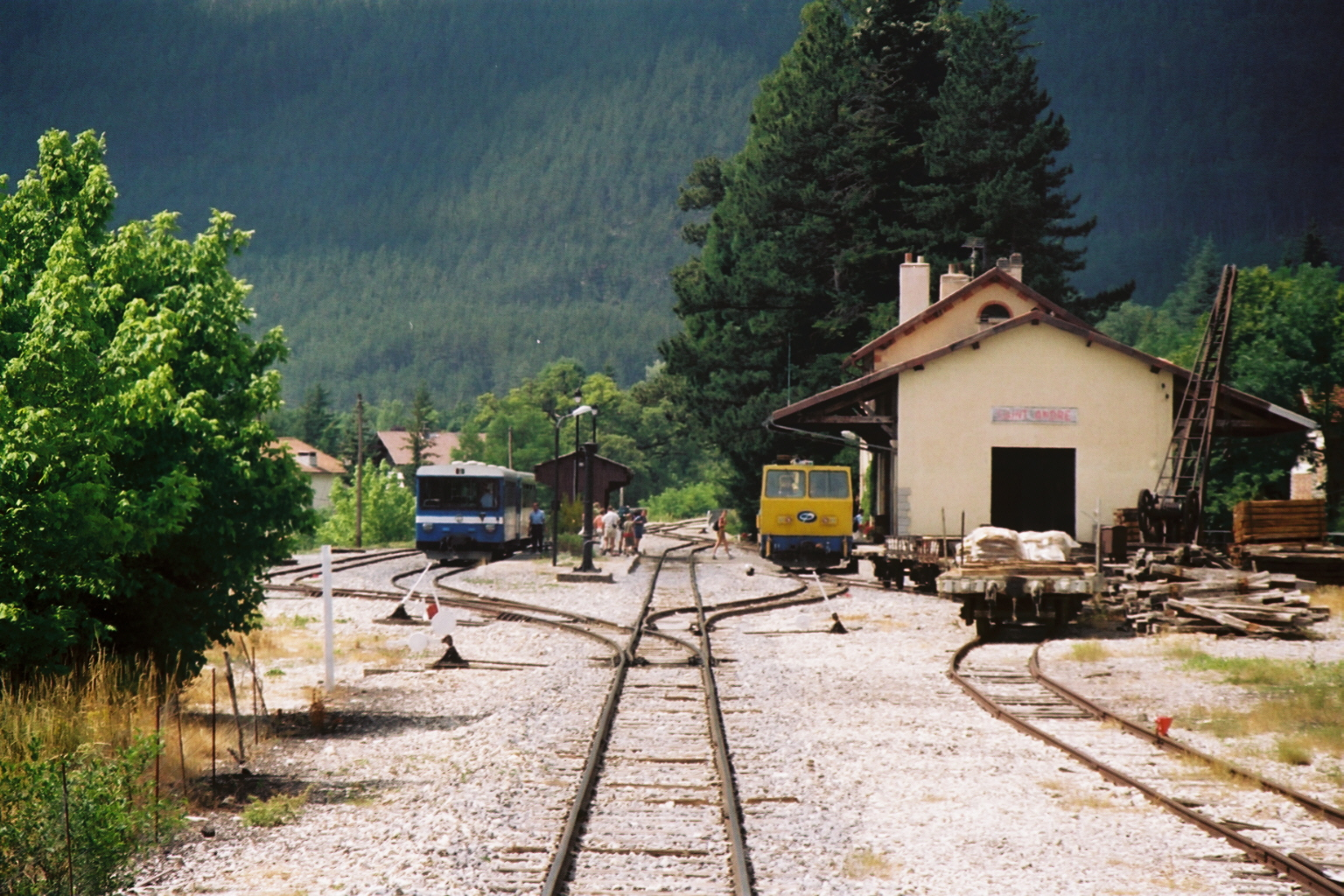
Station des Pinienzapfenzuges in Saint-André-les-Alpes
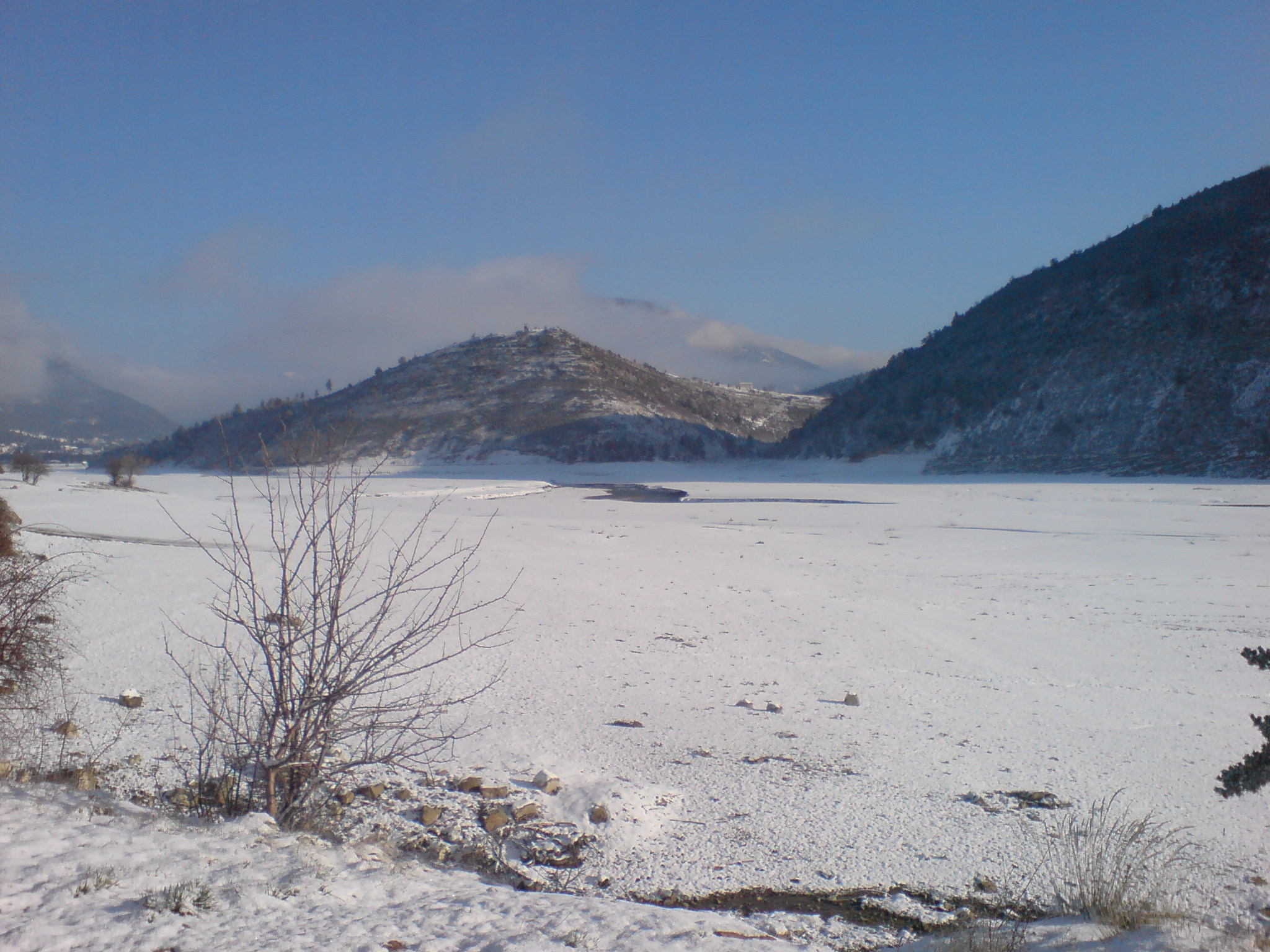
Lac de Castillon im Winter
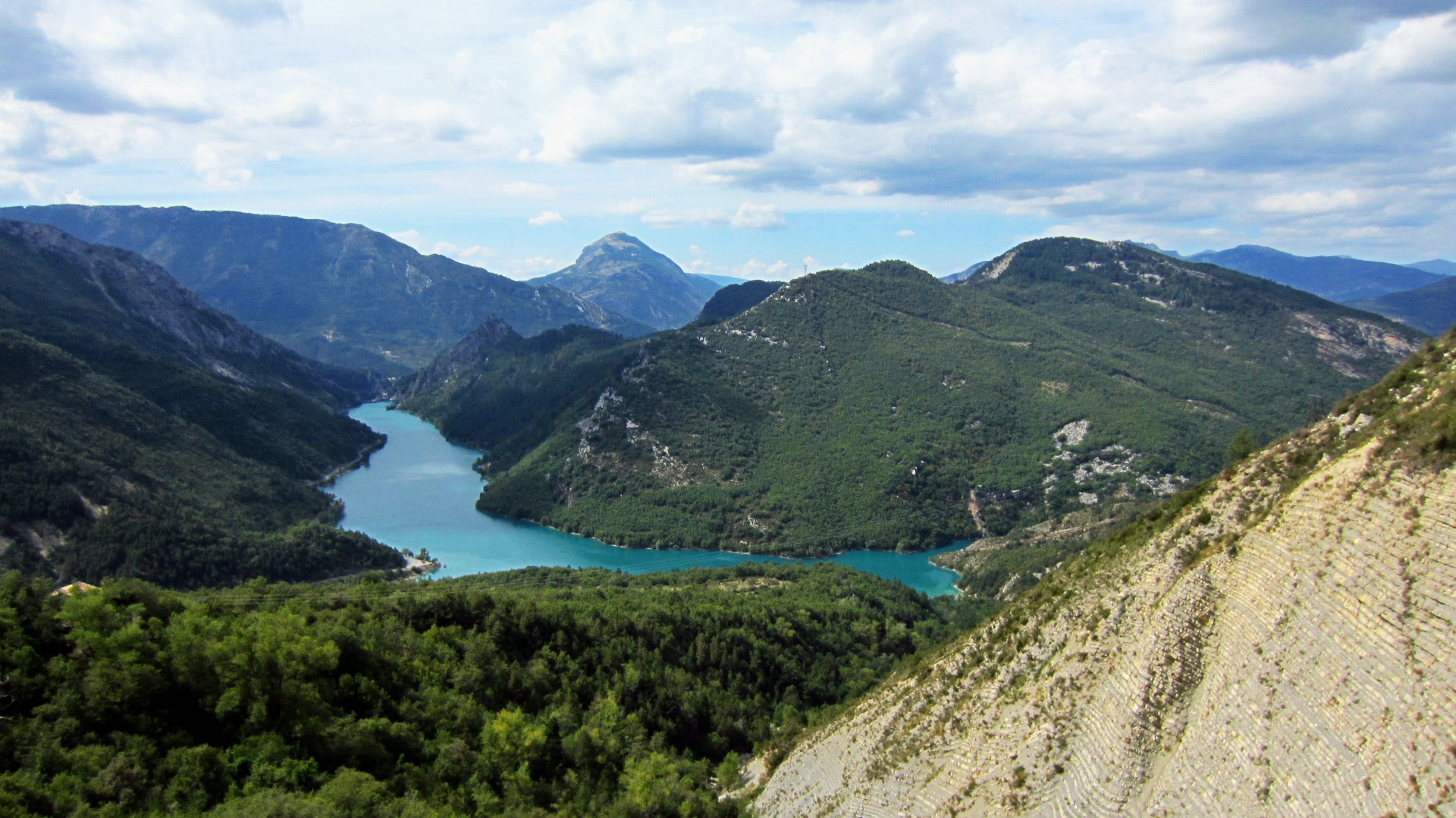
Lac de Castillon, Blick Richtung Barrage (Talsperre)

Diese im Zentrum des Naturparks liegende Landschaft umfasst die größte touristische Attraktion, die Verdon-Schlucht. Sie erstreckt sich am Mittellauf des Flusses Verdon, zwischen dem Ort Castellane und dem Stausee Lac de Sainte-Croix. Die imposante Schlucht ist am Grund zwischen sechs und 100 Meter breit, die gegenüberliegenden Flanken sind 200 bis 1500 Meter voneinander entfernt und die Tiefe variiert zwischen 250 und 700 Metern. In dieser Naturkulisse wurde wieder eine Population von Geiern angesiedelt. Die spärliche Vegetation besteht überwiegend aus Buchsbaum, der früher von mutigen Pflückern in Abseiltechnik auch gesammelt wurde. Heute sind die Buchsbaumpflücker von Kletterern ersetzt, und eine Vielzahl von Touristen folgt dem 1905 am Grund der Schlucht angelegten Pfad oder nutzt den Fluss zu Raftingfahrten. Die schönsten Ausblicke hat man aber an den Schluchtflanken, von denen sich nahe den Orten Rougon und La Palud-sur-Verdon grandiose Ausblicke ergeben. Aber auch südlich der Schlucht, an der D71, auf der Verbindung zwischen Aiguines und Comps-sur-Artuby, ist ein einfacher Zugang zu diesem Naturdenkmal gegeben. Der Abstieg zum Grund der Schlucht ist aber nur an wenigen Stellen und mit entsprechender Ausrüstung und Kondition möglich.
- Das Becken des Flusses Artuby

Diese Landschaft befindet sich im Südosten des Naturparks und liegt im Département Var. Sie umfasst das Einzugsgebiet des Flusses Artuby, sowie des parallel verlaufenden Jabron und wird im Süden durch die Hochebene Plan de Canjuers begrenzt, ein karstiges Plateau, auf dem sich auch der Truppenübungsplatz Camp militaire de Canjuers befindet. In den oft von hohen felsigen Reliefs getrennten Tälern bedecken Waldflächen etwa 60 % des Bodens. Der Wald bietet Grundlage für Jagd und das Sammeln von Pilzen, wird aber auch für Produktion erneuerbarer Energie durch Biomasse eingesetzt. Auch die Schafzucht ist hier von Bedeutung. Der Hauptort ist Comps-sur-Artuby.
- Seen und Berge am Oberlauf des Verdon

Im Nordosten des Naturparks befindet sich am Oberlauf des Flusses Verdon das Gebiet mit den höchsten Erhebungen. Drei markante Gipfel kennzeichnen den Übergang in den alpinen Bereich. Es sind dies der Montdenier (1750 m), Mont Chiran (1905 m) und die Mourre de Chanier (1930 m). Hier hat der Verdon ein breites und fruchtbares Tal gegraben, wo sich die landwirtschaftlichen Flächen und besiedelten Zonen konzentrieren. Der geschichtsträchtige Ort Castellane zum Beispiel wurde zwischen einem 200 Meter hohen Felsen und dem Ufer des Verdon erbaut. Weiter im Norden liegt Saint-André-les-Alpes, eine Haltestelle des Pinienzapfenzuges, der von Nizza über die Bahnstrecke Nizza–Digne-les-Bains nach Digne-les-Bains verkehrt. Zwei Stauseen prägen das Tal: Lac de Castillon und Lac de Chaudanne.